# Żelisław Olech
Żelisław Apolinary Olech ps. Rawicz (ur. 23 lipca 1915 w Warszawie, zm. 14 grudnia 2005) – kapral Armii Krajowej, żołnierz batalionu „Parasol”, uczestnik powstania warszawskiego.

## Życiorys
Syn Juliana Olecha i Bolesławy z Niewińskich. Po śmierci obojga rodziców wychowywany przez babkę (ojciec zginął podczas wojny polsko-bolszewickiej, matka zmarła wkrótce po śmierci męża).
Walczył w polskim podziemiu. Należał do hufca Sad warszawskich Grup Szturmowych. Brał udział w akcjach:
- akcja pod Arsenałem (grupa „Ubezpieczenie”, sekcja „Stare Miasto”)
- akcja Wilanów (grupa „Streifa”; atak na posterunek żandarmerii niemieckiej, policji granatowej i „streifę” przy szosie powsińskiej oraz miejsce postoju lotników niemieckich w Wilanowie)

Od 1943 roku należał do kompanii wydzielonej „Agat” (późniejszy batalion „Parasol”). Uczestniczył w zamachu na Augusta Kretschmanna – hauptscharführera SS, komendanta obozu karnego „Gęsiówka”.
W powstaniu warszawskim walczył w szeregach 2. kompanii batalionu „Parasol”. Przeszedł cały szlak bojowy batalionu. Ranny na Czerniakowie, próbował przedostać się na drugą stronę Wisły. Po nieudanej próbie wraz z rannymi cywilami dotarł w aleję Szucha, gdzie ostatni raz widział dowódcę batalionu – Jerzego Zborowskiego „Jeremiego” i jego żonę Janinę.
Po wojnie ukończył kursy handlowe. Zmarł w 2005 roku. Pochowany na cmentarzu Bródnowskim w Warszawie (kwatera 110S-4-33).